# Калерно (Ређо Емилија)
Калерно (итал. Calerno) је насеље у Италији у округу Ређо Емилија, региону Емилија-Ромања.
Према процени из 2011. у насељу је живело 2093 становника. Насеље се налази на надморској висини од 53 м.